# Stadionul Mircea Chivu
Stadionul Mircea Chivu este un stadion polivalent din Reșița, județul Caraș-Severin, România. Acesta are în prezent o capacitate de 8.000 de locuri, fiind construit în 1926, și este terenul de acasă al echipei de fotbal CSM Reșița. Acesta este denumit după Mircea Chivu, tatăl lui Cristian Chivu, fost jucător și căpitan al echipei naționale de fotbal a României.